# Carl Maria von Weber
Pour les articles homonymes, voir Weber.
Œuvres principales
- Rondo brillant en ré bémol majeur (1819), sous-titré « Invitation à la danse » (connu aussi sous le nom d'« Invitation à la valse »).
- Der Freischütz (1821)
- Euryanthe (1823)
- Oberon (1826)

Carl Maria Friedrich Ernst von Weber (en français : Charles Marie Frédéric Ernest de Weber) est un compositeur allemand de musique romantique né le 18 novembre 1786 à Eutin, près de Lübeck, et mort le 5 juin 1826 à Londres, dans le quartier de Marylebone. 
Il est surtout connu pour ses deux concertos pour clarinette, parmi les plus virtuoses jamais composés, et pour un des opéras les plus célèbres du répertoire : Der Freischütz (1821). 
Bien que la majorité de son œuvre soit aujourd'hui moins représentée que de son vivant, il est considéré par certains musicologues comme étant le trait d'union entre Mozart et Berlioz, qui lui voua une grande admiration, et il est le pionnier de l'opéra romantique allemand (« romantische Oper »), qui influencera un grand nombre d'opéras de Richard Wagner jusqu'à Lohengrin (1850).

## Biographie

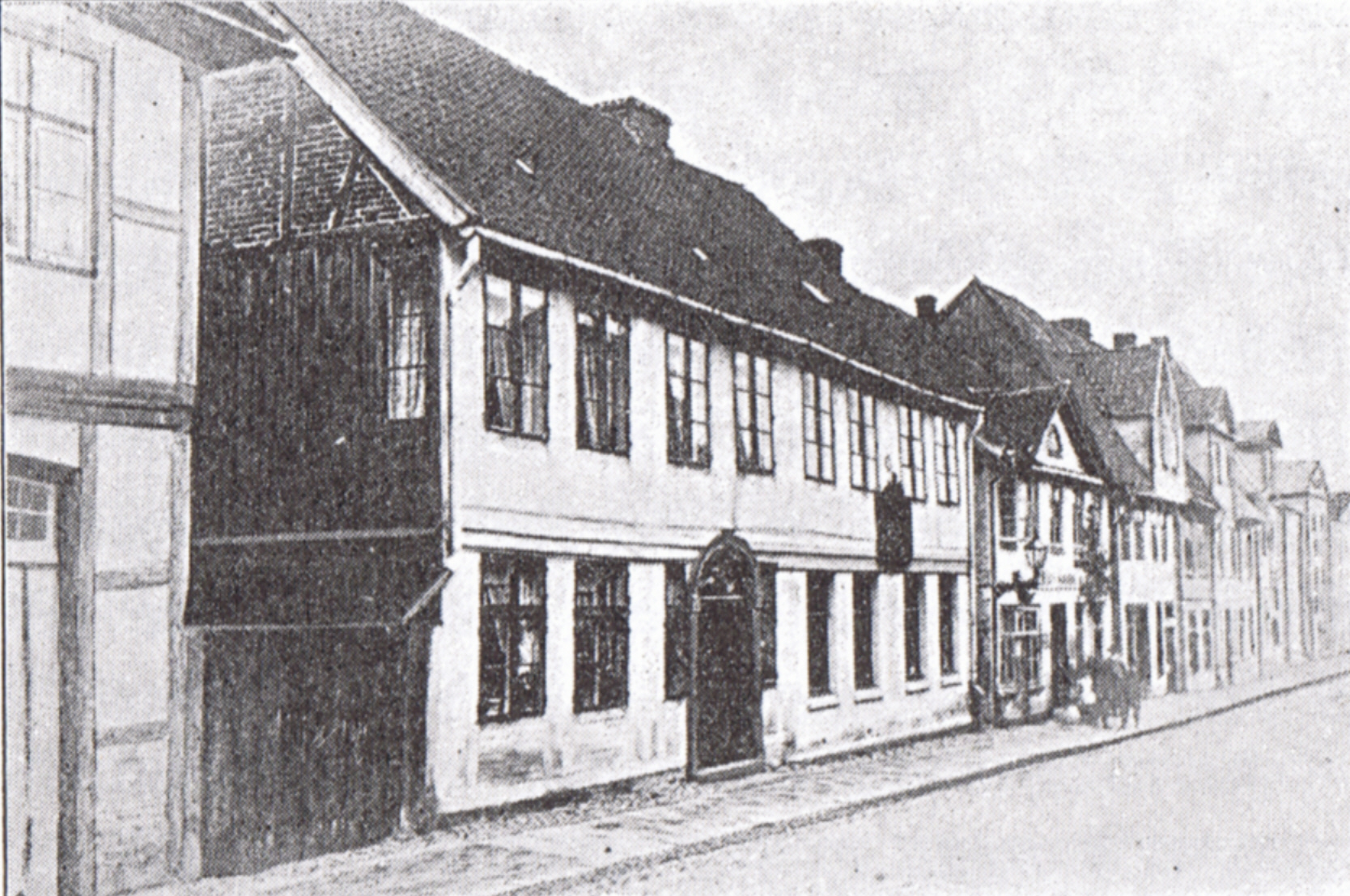
Maison natale de Weber à Eutin

Carl Maria von Weber est issu d'une famille vouée à l'art depuis longtemps. Son père, Franz Anton von Weber (1734-1812), musicien et maître de chapelle, se déclare baron de son propre chef. Sa mère, Genovefa von Weber née Brenner, est une actrice et chanteuse de renom, qui a épousé Franz Anton en secondes noces. Carl Maria débute comme officier et finit comme directeur de différents groupes dramatiques obscurs. Il est néanmoins un excellent violoniste. Ses cousines Josepha, Aloysia, Constance et Sophie (filles du frère de Franz Anton, Franz Fridolin) atteindront une grande réputation comme cantatrices. Mozart, après avoir été éconduit par Aloysia, épousera Constanze, devenant ainsi cousin de Weber par alliance.
Carl est un enfant souffreteux, doté d'une maladie héréditaire de l'articulation de la hanche qui l'empêche de marcher avant l'âge de quatre ans. Il voyage néanmoins beaucoup et on lui enseigne très tôt le chant et le piano.
En 1798 Michael Haydn, frère de Josef, lui donne gratuitement des cours à Salzbourg. En mars de la même année sa mère meurt. En avril la famille visite Vienne avant de s'installer à l'automne à Munich. C'est là que Weber compose ses premières œuvres : six fugues, une messe et un opéra Die Macht der Liebe und des Weins (« Le Pouvoir de l'amour et du vin »), aujourd'hui disparu. Un ensemble de Variations pour le pianoforte composé un peu plus tard est lithographié par Carl lui-même, sur le conseil d'Aloys Senefelder, l'inventeur du procédé pour lequel lui et son père montrent un grand intérêt.
En 1800 la famille se rend à Fribourg-en-Brisgau, où Weber, bien que n'ayant pas encore quatorze ans, met en musique un livret du chevalier von Steinsberg, Das Waldmädchen, créé en novembre au théâtre de la ville. La représentation n'est pas un succès, et le compositeur avouera lui-même plus tard que c'était une œuvre « très immature » ; elle est cependant reprise à Chemnitz, à Vienne et même à Saint-Pétersbourg, où le manuscrit de cet opéra est retrouvé en 2000.
Carl retourne avec son père à Salzbourg en 1801, continuant ses études sous la direction de Michael Haydn. Il compose un nouvel opéra, Peter Schmoll und seine Nachbarn, produit sans succès à Nuremberg en 1803. Weber est placé sous la direction de l'abbé Vogler qui, au bout d'un an, le fait entrer comme maître de chapelle au théâtre municipal de Breslau. Sa vie est néanmoins tumultueuse : il contracte des dettes et perd sa voix en buvant accidentellement un acide utilisé en lithographie[réf. souhaitée], manquant de mourir. Il entreprend la composition d'un opéra romantique, Rübezahl, mais abandonne finalement le projet (seuls subsistent un quintette et l'ouverture, réécrite en 1811 sous le titre Le Maître des Esprits (Der Beherrscher der Geister).
Quittant Breslau en 1806, il devient intendant de musique au château du duc de Wurtemberg (branche protestante) à Karlsruhe (Souabe) et professeur de musique de la jeune princesse Marie-Dorothée de Wurtemberg. De 1807 à 1810 il est à Stuttgart secrétaire du prince Louis en même temps que professeur de musique des jeunes princesses. La liaison de Weber avec la cantatrice Margarethe Land et les manipulations financières de son père lui font perdre ses fonctions, et tous deux sont bannis. Le 27 février 1810, ils commencent une nouvelle vie à Mannheim.
Weber entreprend un singspiel en un acte, Abu Hassan, puis s'installe à Darmstadt pour être près de son vieux maître, l'abbé Vogler, et de ses compagnons d'études, Giacomo Meyerbeer et Johann Baptist Gänsbacher. Le 16 septembre 1810 il fait créer Sylvana à Francfort-sur-le-Main, mais avec un succès très mitigé. Abu Hassan est terminé à Darmstadt en janvier 1811, après de nombreuses interruptions, et créé le 4 juin. C'est cette même année qu'il imagine l'une des œuvres romantiques les plus fondamentales pour la clarinette : le Concerto no 1 en fa mineur, op. 73, suivi le 25 novembre du Concerto no 2 en mi bémol majeur, op. 74. Ces deux œuvres ne seront publiées que bien plus tard, en 1822.
Weber entame une tournée en février, pendant laquelle il se lie d'amitié avec plusieurs personnes influentes, et obtient un succès en juin à Munich. Son père meurt à Mannheim en 1812. En 1813 il est nommé maître de chapelle national à Prague, fonction qu'il occupe avec succès jusqu'à l'automne 1816. Pendant cette période il se concentre sur la musique pour piano-forte. L'état troublé de l'Europe (les guerres napoléoniennes) lui inspire aussi ses meilleures pages patriotiques, dont les dix chansons Leyer und Schwerdt, sur des poèmes de Theodor Körner, comprenant « Vater, ich rufe dich » et « Lutzow's wilde Jagd », ainsi que les chœurs de la cantate Kampf und Sieg, qui est présentée la première fois à Prague le 22 décembre 1815.

### Le Freischütz

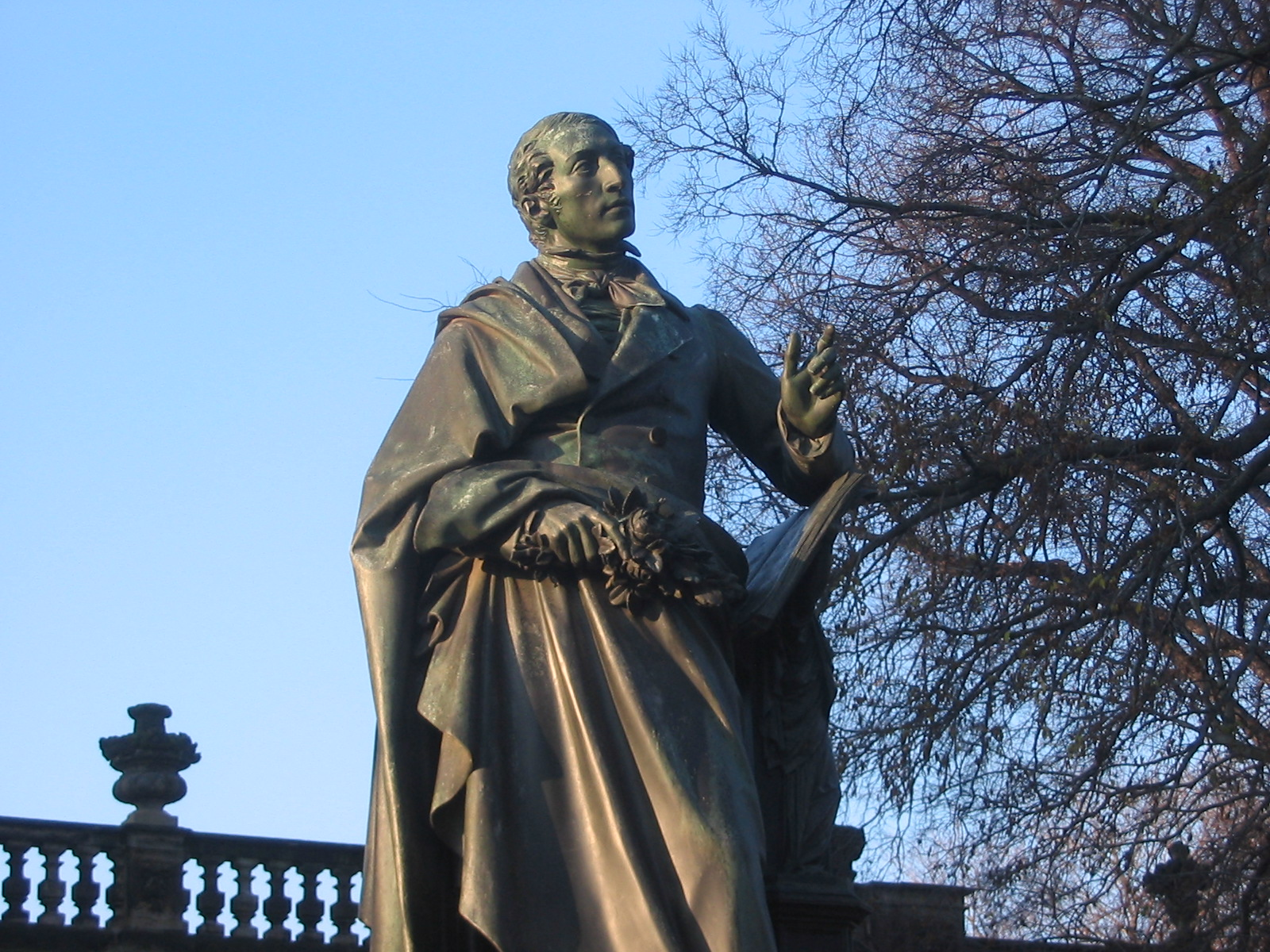
Statue de Weber à Dresde (Theaterplatz) par Rietschel

Weber démissionne de son poste à Prague en septembre 1816. Le 1er décembre, le roi de Saxe Frédéric Auguste le nomme maître de chapelle à l'opéra de Dresde. Les opéras italiens donnés à la cour étaient alors supervisés par le jaloux et intrigant Francesco Morlacchi. Le roi, cependant, place les deux maîtres de chapelle sur le même niveau de titre et de salaire, ce qui permet à Weber d'exercer ses aptitudes d'organisation et de direction. Il écrit durant cette période la musique de scène de plusieurs pièces de théâtre : König Yngurd (1817) d'Adolphe Müllner, Heinrich IV, König von Frankreich d'Eduard Gehe et Lieb um Liebe d'Anton Rublack (1818), et surtout son célèbre Rondo brillant en ré bémol majeur dit « Invitation à la valse » en 1819.
Il consacre peu à peu son attention sur une idée qui germe depuis longtemps dans son esprit : l'adaptation d'un conte populaire germanique qui lui semble parfait pour servir de véhicule à la nouvelle forme d'art qu'est l'opéra romantique, dont les canons ont été arrêtés par Ludwig van Beethoven avec Fidelio (1805). Weber avait mis en scène les cérémonies chevaleresques dans Sylvana et abordé le thème du surnaturel dans Rübezahl, mais les personnifications fantomatiques n'y étaient qu'évoquées. Mêlant les deux, Johann Friedrich Kind lui fournit le livret, intitulé Des Jägers Braut (La fiancée du chasseur), de ce qui va devenir son opéra le plus célèbre, Der Freischütz.
Il épouse entre-temps la cantatrice Carolina Brandt et compose la musique de scène du drame gitan de Pius Alexander Wolff, Preciosa. En raison des difficultés politiques à Dresde, Der Freischütz est créé à Berlin le 18 juin 1821. C'est un triomphe, tout comme à Vienne le 3 octobre suivant, et à Dresde le 26 janvier 1822. Cependant, sa place de maître de chapelle n'en est pas améliorée. Weber refuse des propositions tentantes à Berlin et Cassel (Louis Spohr obtient ce dernier poste). De même la composition de son opéra comique, Die drei Pintos, n'avance pas (il finira par abandonner en 1824 ce projet qui sera achevé par Gustav Mahler et créé en 1888).

### Euryanthe

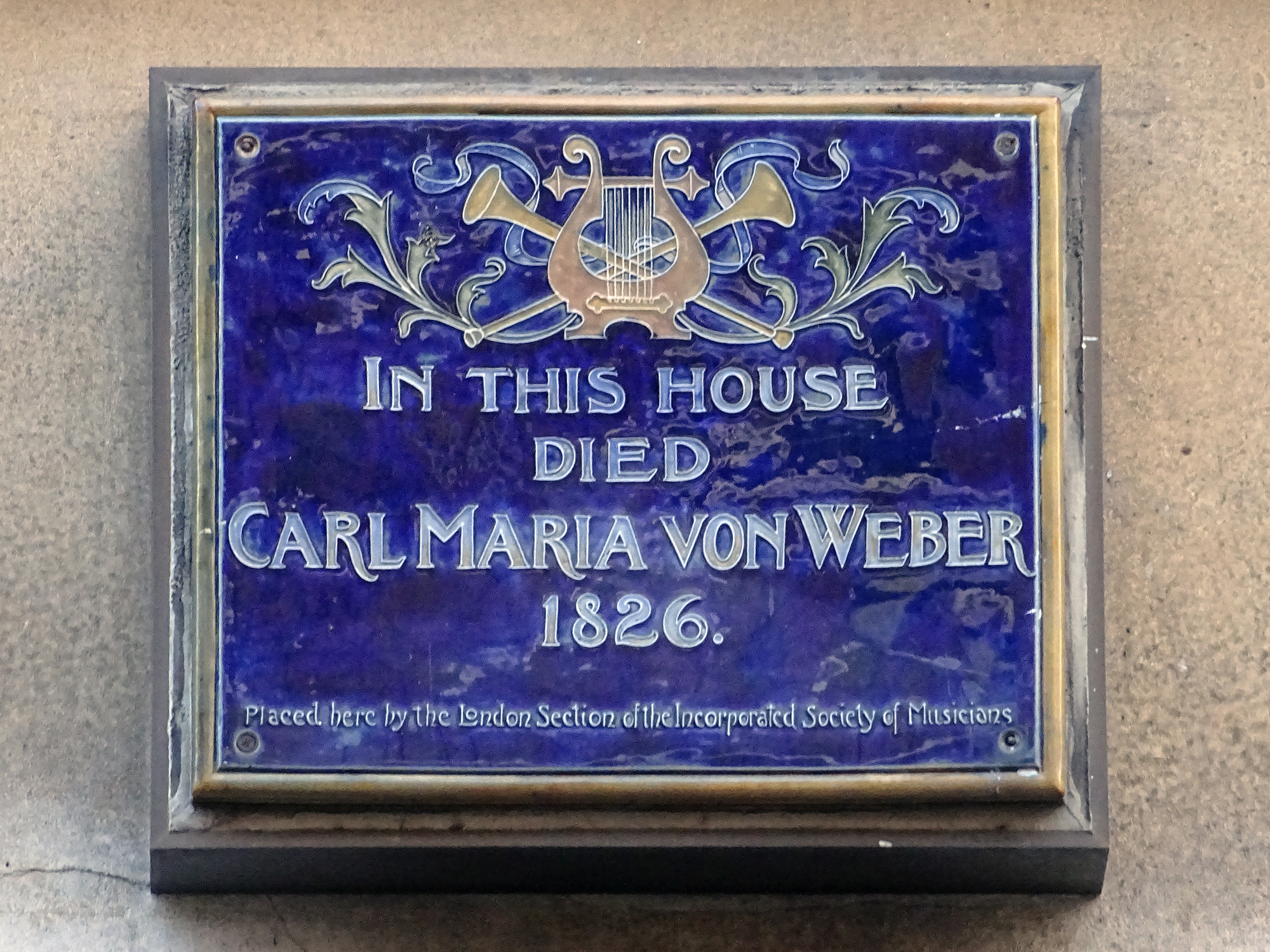
Plaque bleue sur no 101-103 Great Portland Street à Londres, où le compositeur meurt en 1826

Weber est en effet accaparé par un livret qui lui semble plus adapté au langage musical qu'il souhaite désormais développer : celui de Wilhelmine von Chezy, basé sur l'histoire d'Euryanthe telle que racontée au XIIIe siècle par le Roman de la violette de Gerbert de Montreuil, et les changements apportés notamment par le Décaméron de Boccace et de Cymbeline de Shakespeare. Loin des frayeurs surnaturelles du Freischütz, l'élément romantique est fourni par les manières chevaleresques du Moyen Âge, constituant un prototype du genre qui serait perfectionné vingt ans plus tard par Wagner dans Lohengrin. C'est ainsi l'un des tout premiers opéras allemands sans dialogues parlés, avec une tentative de fusion des arts. Les récitatifs y sont plus élaborés que dans l'œuvre précédente. Créé à Vienne le 25 octobre 1823, le rôle-titre est confié à Henriette Sontag.

### Oberon

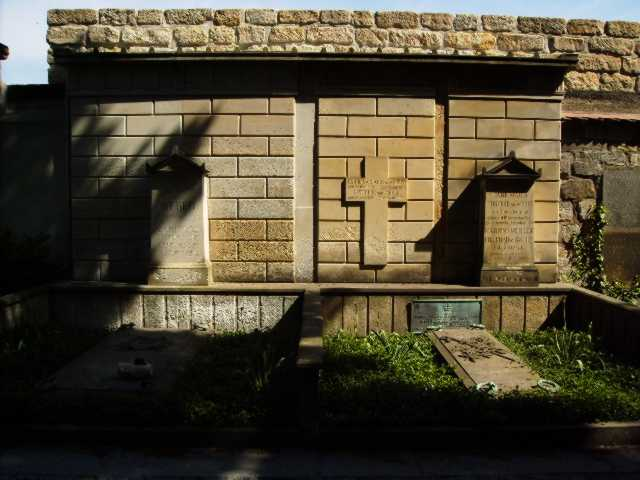
Tombe de Weber à l'ancien cimetière catholique de Dresde

À l'été 1824 Weber rencontre à Marienbad le directeur de Covent Garden, Charles Kemble, qui le convainc de composer un opéra en anglais d'après Le Songe d'une nuit d'été et La Tempête de Shakespeare. Oberon est créé le 12 avril 1826 à Londres sous la direction musicale de Weber, mais le compositeur n'est pas satisfait du livret, défiguré selon lui par les dialogues parlés abandonnés dans Euryanthe. Affaibli par la tuberculose, il entreprend néanmoins immédiatement la révision de la partition et l'adaptation du livret en allemand, revenant aux sources du poème de Christoph Martin Wieland, mais meurt brusquement le 5 juin 1826, dans la maison de son ami George Thomas Smart dans la rue Great Portland Street. Son corps est rapatrié en Allemagne et est enterré à l'ancien cimetière catholique de Dresde. La version allemande d'Oberon sera créée de façon posthume à Leipzig le 23 décembre 1826.

## Œuvres
Carl Maria von Weber laisse environ 306 œuvres musicales.

### Opéras
- Die Macht der Liebe und des Weins (1798) [détruit]
- Das Waldmädchen (1800), opéra en deux actes, livret de Karl Ritter von Steinsberg
- Peter Schmoll und seine Nachbarn (1803), opéra en deux actes, livret de Joseph Türk
- Rübezahl (1804-1805), opéra, livret de J.G. Rohde [il n'en reste que des fragments]
- Silvana (1810), opéra en trois actes, livret de Franz Carl Hiemer
- Abu Hassan (1811), singspiel en un acte, livret de Franz Carl Hiemer
- Der Freischütz (1821), opéra en trois actes, livret de Johann Friedrich Kind
- Die drei Pintos, opéra-comique, livret de Theodor Hell [composée entre 1820 et 1824 mais restée inachevée, l'œuvre sera complétée par Gustav Mahler et créée en 1888]
- Euryanthe (1823), opéra en trois actes, livret de Helmina von Chézy
- Oberon (1826), opéra en trois actes, livret de James Robinson Planché d'après Christoph Martin Wieland

### Musique de scène
- Turandot, op. 37 (1809), drame de Friedrich von Schiller d'après Carlo Gozzi [comporte une ouverture et six numéros]
- König Yngurd (1817), drame d'Adolphe Müllner [comporte une ouverture, dix numéros et le lied « Lasst den Knaben nicht den Raben »]
- Heinrich IV, König von Frankreich (1818), drame d'Eduard Gehe [comporte huit numéros]
- Lieb' um Liebe (1818), drame d'Anton Rublack [comporte quatre chansons, une marche et un mélodrame]
- Preciosa (1821)[12], drame de Pius Alexander Wolff d'après Cervantes [comporte une ouverture et onze numéros]

### Lieder
Weber a composé plus de 90 Lieder.

### Musique sacrée
- Messe en mi bémol majeur (Grosse Jugendmesse) (1802)
- Missa sancta no 1 en mi bémol majeur, Op. 75a (Freischützmesse) (1817-1818)
- Missa sancta no 2 en sol majeur, op. 76 (Jubelmesse) (1818–1819)

### Musique vocale
- Cantate « Der erste Ton » pour chœur et orchestre, op. 14 (1808-1810)
- Récitatif et rondo « Il momento s'avvicina » pour soprano et orchestre, op. 16 (1810)
- Hymne « In seiner Ordnung schafft der Herr » pour solistes, chœur et orchestre, op. 36 (1812)
- Cantate « Kampf und Sieg » pour solistes, chœur et orchestre, op. 44 (1815)
- Scène et air d'Athalie « Misera me! »pour soprano et orchestre, op. 50 (1811)
- Cantate de jubilé pour le 50e anniversaire du règne du roi Frédéric-Auguste Ier de Saxe pour solistes, chœur et orchestre, op. 58 (1818)
- "From Chindara's warbling fount I come", pour soprano et piano (1826) [dernière œuvre composée par Weber, créée lors son dernier concert à bénéfice, à Londres, le 26 mai 1826][13]

### Musique orchestrale
- Kleiner Tusch, J. 47a (1806)
- Symphonie no 1 en ut majeur, op. 19 (1806-1807)
- Symphonie no 2 en ut majeur (1807)
- Ouverture pour Peter Schmoll, op. 8 (1807)
- Ouverture pour Der Beherrscher der Geister, op. 27 (1811)
- Walzer, J. 149 (1812)
- Deutscher, J. 185 (1815)
- Tedesco, J. 191 (1816)
- Jubel-Ouverture, op. 59 (1818)
- Marcia vivace, J. 288 (1822)
- Marcia, J. 307 (1826)

### Musique concertante
- Six variations sur le thème « A Schüsserl und a Reind'rl » pour alto et orchestre (1800/1806)
- Romance sicilienne pour flûte et orchestre (1805)
- Concertino pour cor et orchestre en mi mineur, op. 45 (1806-1815)
- Grand Pot-Pourri pour violoncelle et orchestre en ré majeur, op. 20 (1808)
- Andante et rondo hongrois pour alto et orchestre (1809)
- Concertino pour hautbois et vents en ut majeur (1809)
- Variations pour violoncelle et orchestre en ré mineur (1810)
- Concerto pour piano no 1 en ut majeur, op. 11 (1810)
- Adagio et rondo pour harmonichord et orchestre en fa majeur (1811)
- Concerto pour basson en fa majeur, op. 75 (1811-1822)
- Concerto pour clarinette no 1 en fa mineur, op. 73 J. 114 (1811)
- Concerto pour clarinette no 2 en mi bémol majeur, op. 74 (1811)
- Concertino pour clarinette et orchestre en mi bémol majeur, op. 26 (1811)
- Concerto pour piano no 2 en mi bémol majeur, op. 32 (1812)
- Andante et rondo ungarese pour basson et orchestre en ut mineur, op. 35 (1813)
- Morceau de concert pour piano et orchestre en fa mineur, op. 79 (1821)

### Musique de chambre
- Quatuor avec piano en si  majeur (1806–1809)
- Neuf variations sur un air norvégien pour violon et piano, op. 22 (1808)
- Six Sonates progressives pour le piano-forte avec violon obligé dédiées aux amateurs, op. 10b (1810)
- Melodia pour clarinette en fa majeur, J. 119 (1811)
- Sept variations pour clarinette et piano dites Silvana Variationen, op. 33 (1811)
- Quintette avec clarinette en si  majeur, op. 34 (1811–1815)
- Grand duo concertant pour clarinette et piano en mi  majeur, op. 48 (1816)
- Divertimento assai facile pour guitare et piano en ut majeur, op. 38 (1816-1817)
- Trio pour flûte, violoncelle et piano en sol mineur, op. 63 (1819)
- Romance (Romanza appassionata) pour trombone et piano en ut mineur (sans numéro d'opus), une œuvre attribuée à Weber mais d’origine incertaine ; probablement écrite à la fin du XIXe siècle par quelque compositeur de musique militaire[14]

### Piano
- Six fugues, op. 1 (1798)
- Six variations sur un thème original, op. 2 (1800)
- Six pièces pour piano à quatre mains, op. 3 (1801)
- Douze allemandes, op. 4 (1801)
- Huit variations sur un thème de l'abbé Vogler, op. 5 (1804)
- Six variations, op. 6 (1804)
- Sept variations sur « Vien quà, Dorina bella », op. 7 (1807)
- Sept variations sur un thème original, op. 9 (1808)
- Six pièces pour piano à quatre mains, op. 10a (1809)
- Momento capriccioso en si majeur, op. 12 (1808)
- Grande polonaise en mi bémol majeur, op. 21 (1808)
- Sonate pour piano no 1 en ut majeur, op. 24 (1812)
- Sept variations sur la romance « À peine au sortir de l’enfance », op. 28 (1812)
- Sonate pour piano no 2 en la bémol majeur, op. 39 (1814-1816)
- Variations sur « Schöne Minka », op. 40 (1816)
- Sonate pour piano no 3 en ré mineur, op. 49 (1816)
- Sept variations sur un chant tzigane, op. 55 (1817)
- Huit pièces pour piano à quatre mains, op. 60 (1819)
- Rondo brillante en mi bémol majeur, op. 62 (1819)
- Invitation à la danse : rondo brillant en ré bémol majeur, op. 65 (1819) [œuvre connue également sous le titre d'Invitation à la valse. Elle sera orchestrée en 1841 par Hector Berlioz, qui éprouvait la plus grande admiration pour le compositeur allemand]
- Sonate pour piano no 4 en mi mineur, op. 70 (1819-1822)
- Polonaise brillante en mi majeur, op. 72 (1822) [orchestrée par Franz Liszt]
- Valse-Laendler

## Hommages
Dans le journal Gil Blas du 26 janvier 1903, Claude Debussy lui rendit un hommage appuyé : "Cet homme avait été inquiété, peut-être le premier, par le rapport qu'il doit y avoir entre l'âme innombrable de la nature et l'âme d'un personnage. (...) Tous les moyens connus de décrire musicalement le fantastique se trouvent en puissance dans le cerveau de cet homme. - Même notre époque, si riche en chimie orchestrale, ne l'a pas dépassé de beaucoup. (...) C'est par tout cela  qu'il est devenu père de cette "école romantique", à laquelle nous devons notre Berlioz, si amoureux de couleur romanesque qu'il en oublie parfois la musique, Wagner, grand entrepreneur de symboles, et plus près de nous, ce Richard Strauss, à l'imagination curieusement organisée pour le romantisme. Weber peut avoir de l'orgueil d'une telle lignée, et se consoler dans la gloire des fils de son génie de ce que l'on ne joue plus guère que les ouvertures des œuvres précitées..."

## Postérité
- Dans son roman La Dame aux camélias (chapitre 9) Alexandre Dumas fils fait jouer l'Invitation à la valse (Rondo brillant en ré bémol majeur) de Weber à Marguerite Gautier et à son ami Gaston.
- Le final de l'ouverture de son opéra : Der Freischütz est le générique de l'émission radiophonique La Tribune de l'Histoire Sur Paris-Inter puis France Inter de 1951 à 1997.
- Une phrase musicale de l'ouverture du même opéra est le sample de base du morceau Stupeflip Vite du groupe Stupeflip[17]
- Dans la huitième strophe des Phares, poème VI de Spleen et Idéal, première partie des Fleurs du mal, Baudelaire mentionne Weber, seul musicien parmi les peintres et sculpteurs retenus.

« Delacroix, lac de sang hanté des mauvais anges,
Ombragé par un bois de sapins toujours vert,
où, sous un ciel chagrin, des fanfares étranges
passent, comme un soupir étouffé de Weber. »

- En 2003, sa composition Aufforderung zum Tanz, op. 65, orchestrée par Hector Berlioz, est interprétée au concert du nouvel an à Vienne, sous la direction de Nikolaus Harnoncourt. C'est la seule fois où une œuvre de von Weber est entendue lors de ce traditionnel concert.
- La rue Weber, dans le seizième arrondissement de Paris, porte son nom depuis 1886.
- (4152) Weber, est un astéroïde de la ceinture principale découvert en 1985[18] ;
- L'anse Weber, est une baie de glace en Antarctique sur l'île Alexandre-Ier[19].